# Tryphomys adustus
Tryphomys adustus är en däggdjursart som beskrevs av Miller 1910. Tryphomys adustus är ensam i släktet Tryphomys som ingår i familjen råttdjur. IUCN kategoriserar arten globalt som otillräckligt studerad. Inga underarter finns listade i Catalogue of Life.
Arten är nära släkt med vanliga råttor (Rattus) och listas därför av Wilson & Reeder (2005) i Rattus-gruppen inom underfamiljen Murinae.
Denna gnagare förekommer med flera från varandra skilda populationer på Luzon som tillhör Filippinerna. Arten vistas i kulliga områden och i bergstrakter upp till 2500 meter över havet. Habitatet utgörs av fuktiga skogar och andra fuktiga landskap. Ofta besöks risodlingar.
Tryphomys adustus blir vanligen 13 till 17 cm lång (huvud och bål) och har en lika lång eller lite kortare svans. Den tjocka, grova och borstiga pälsen är brun på ryggen, ofta med ljusare fläckar, och undersidan är ljusgrå. Vid framtassarna bär tummen en nagel och de andra tårna klor. Bakfötternas tår är alla utrustade med klor. Svansen är täckt av fjäll.
På grund av kroppsformen antas att arten vistas ofta på marken.